# Mistrzostwa Świata Strongman 2011
Mistrzostwa Świata Strongman 2011 – 34. edycja dorocznych, indywidualnych zawodów strongman, o statusie oficjalnych mistrzostw globu.

## Rundy kwalifikacyjne
WYNIKI KWALIFIKACJI:
Data: 15, 16, 17, 18 września 2011 r.
Miejsce: Wingate  Stany Zjednoczone
Do finału kwalifikuje się dwóch najlepszych zawodników z każdej grupy.
Grupa 1
| Miejsce | Zawodnik                 | Kraj              | Punkty |
| ------- | ------------------------ | ----------------- | ------ |
| 1.      | Brian Shaw               | Stany Zjednoczone | 33     |
| 2.      | Hafthór Júlíus Björnsson | Islandia          | 25,5   |
| 3.      | Mark Felix               | Wielka Brytania   | 21     |
| 4.      | Jean-François Caron      | Kanada            | 17     |
| 5.      | Rauno Heinla             | Estonia           | 15,5   |
| 6.      | Nick Best                | Stany Zjednoczone | 13     |

Grupa 2
| Miejsce | Zawodnik          | Kraj              | Punkty |
| ------- | ----------------- | ----------------- | ------ |
| 1.      | Laurence Shahlaei | Wielka Brytania   | 30     |
| 2.      | Ervin Katona      | Serbia            | 23     |
| 3.      | Espen Aune        | Norwegia          | 21     |
| 4.      | Serhiy Romanchuk  | Ukraina           | 17     |
| 5.      | Paul Pirjol       | Rumunia           | 14     |
| 6.      | Travis Ortmayer   | Stany Zjednoczone | 6      |

Grupa 3
| Miejsce | Zawodnik         | Kraj              | Punkty |
| ------- | ---------------- | ----------------- | ------ |
| 1.      | Vytautas Lalas   | Litwa             | 34     |
| 2.      | Terry Hollands   | Wielka Brytania   | 27     |
| 3.      | Martin Wildauer  | Austria           | 20     |
| 4.      | Mateusz Baron    | Polska            | 17,5   |
| 5.      | Jason Bergmann   | Stany Zjednoczone | 16,5   |
| 6.      | Juha-Matti Järvi | Finlandia         | 10     |

Grupa 4
| Miejsce | Zawodnik            | Kraj              | Punkty |
| ------- | ------------------- | ----------------- | ------ |
| 1.      | Žydrūnas Savickas   | Litwa             | 34     |
| 2.      | Mike Jenkins        | Stany Zjednoczone | 28     |
| 3.      | Louis-Philippe Jean | Kanada            | 23     |
| 4.      | Josh Thigpen        | Stany Zjednoczone | 20     |
| 5.      | Aleksandr Kluszew   | Rosja             | 13     |
| 6.      | Rob Frampton        | Wielka Brytania   | 8      |

Grupa 5
| Miejsce | Zawodnik               | Kraj              | Punkty |
| ------- | ---------------------- | ----------------- | ------ |
| 1.      | Derek Poundstone       | Stany Zjednoczone | 30     |
| 2.      | Stefán Sölvi Pétursson | Islandia          | 23     |
| 3.      | Jack McIntosh          | Wielka Brytania   | 21     |
| 4.      | Krzysztof Radzikowski  | Polska            | 20,5   |
| 5.      | Vidas Blekaitis        | Litwa             | 19,5   |
| 6.      | Derek Boyer            | Fidżi             | 10     |

## Finał[1]
FINAŁ - WYNIKI KOŃCOWE
Data: 21, 22 września 2011 r.
Miejsce: Wingate  Stany Zjednoczone
| Miejsce | Zawodnik                 | Kraj              | Punkty |
| ------- | ------------------------ | ----------------- | ------ |
| 1.      | Brian Shaw               | Stany Zjednoczone | 50     |
| 2.      | Žydrūnas Savickas        | Litwa             | 46     |
| 3.      | Terry Hollands           | Wielka Brytania   | 43     |
| 4.      | Laurence Shahlaei        | Wielka Brytania   | 36,5   |
| 5.      | Derek Poundstone         | Stany Zjednoczone | 32     |
| 6.      | Hafthór Júlíus Björnsson | Islandia          | 29,5   |
| 7.      | Vytautas Lalas           | Litwa             | 29,5   |
| 8.      | Mike Jenkins             | Stany Zjednoczone | 26,5   |
| 9.      | Stefán Sölvi Pétursson   | Islandia          | 23,5   |
| 10.     | Ervin Katona             | Serbia            | 6,5    |